# 김광규 (배우)
김광규(1967년 12월 8일~)는 대한민국의 배우이다.

## 생애
- 김광규는 1967년 12월 8일 부산에서 태어났다.
- 군장학생으로 고등학교를 졸업하고 '1986년'에서 '1991년'까지 육군에서 부사관으로 5년간 복무하였다.
- '1991년' 육군 중사로 예편한 후 집안에 보탬이 되기 위해 '1992년'을 전후한 시기에 부산에서 택시운전기사 등을 하면서 '1993년'부터는 틈틈이 아시아 대한민국 부산광역시 에서 연극배우 데뷔 이전 하여 자리 옭기고 활동을 병행하며 연기 분야에 매료되었고 서른 즈음 인생의 깊이에 대해 고민하며 앞날을 모색하다가, 늦은 나이에 연기에 본격 입문하게 되었다.

- 연기아카데미 수료 후 서울로 상경하여 오디션을 보러 다녔으며, 4년제 대학 학위를 바라던 어머니를 위해 한국방송통신대학교 국어국문학과에 편입학하여 영화 《친구》를 찍은 직후에 학사 학위를 취득하였다.

- 당시 부산예술대학 연극영화학과 교수였던 곽경택 감독과의 인연으로 '1999년' 영화 《닥터 K》로 데뷔하였고 '2001년' 영화 《친구》도 연이어 출연하였다.

- '2001년' 영화 《친구》에서 "느그 아부지 므하시노"를 외치며 학생들을 다그치는 폭력적이고 야비한 담임 선생님 역을 맡았다.

- 그러나, 영화 《친구》를 통해 배우로서 자리 매김을 할 때 즈음 그에게 또 한번의 시련이 닥친다.

- 주식열풍에 휩쓸려 힘들게 모은 돈을 다 날려 신용불량자가 된 것이다.

- 고시원에서 3년간 생활하며 절치부심을 한 이후 MBC 미니시리즈 《환상의 커플》에서 데뷔 이후 처음으로 16부 전회에 고정출연하는 코믹하고 어수룩한 공 실장 역을 완벽히 소화해 연기인생의 터닝포인트를 맞게 된다.

- 2008년 MBC 일일시트콤 《크크섬의 비밀》에 주연으로 출연하였으나 2008 베이징 올림픽과 겹쳐 낮은 시청률을 기록하였다.

- 2014년에는 트로트 가수로도 데뷔한 바 있다.

## 출연작

### 영화
- 1999년 《닥터 K》 ... 물리치료사 역
- 2000년 《공포 택시》 ... 택시기사2 역
- 2001년 《친구》 ... 야비한 선생 역
- 2001년 《고양이를 부탁해》 ... 매표 검사원 역
- 2003년 《똥개》 ... 석 팀장 역
- 2003년 《동해물과 백두산이》 ... 형사 반장 역
- 2004년 《내 여자친구를 소개합니다》 ... 언더 커버/왕자 3 역
- 2004년 《우리 형》 ... 담임 선생님 역
- 2005년 《너는 내 운명》 ... 마을 이장 역
- 2006년 《각설탕》 ... 장한성 마주 역
- 2006년 《구세주》 ... 신 사무 역
- 2006년 《타짜》 ... 홀쭉이 역
- 2007년 《눈부신 날에》 ... 양복 남자 역
- 2007년 《그놈 목소리》 ... 형사과장 역
- 2007년 《내 생애 최악의 남자》 ... 맞선남 역 (특별출연)
- 2007년 《만남의 광장》 ... 연대장 역 (특별출연)
- 2007년 《묘도야화》 ... 프로골퍼 역
- 2007년 《사랑》 ... 노조위원장 역 (특별출연)
- 2008년 《무림여대생》 ... 운전기사 5형제 역
- 2008년 《달콤한 거짓말》 ... 친절한 PD 역
- 2008년 《모던 보이》 ... 박가송 역
- 2009년 《정승필 실종사건》 ... 백 부장 역
- 2009년 《내 사랑 내 곁에》 ... 상조팀 국동석 역
- 2009년 《걸프렌즈》 ... 부장 역 (우정출연)
- 2010년 《의형제》 ... 경상도 소장 역 (특별출연)
- 2010년 《육혈포 강도단》 ... 강력팀장 역
- 2010년 《초능력자》 ... 소장 역 (특별출연)
- 2011년 《마이 블랙 미니드레스》 ... 삼수녀 부 역 (우정출연)
- 2011년 《챔프》 ... 광규 역
- 2011년 《카운트다운》 ... 박 형사 역
- 2013년 《공범》 ... 장석중 형사 역
- 2013년 《결혼전야》 ... 닥터김 역 (특별출연)
- 2014년 《피 끓는 청춘》 ... 대풍 역 (특별출연)
- 2014년 《덕수리 5형제》 ... (특별출연)
- 2015년 《오늘의 연애》 ... 홍대 민머리남 역 (우정출연)
- 2016년 《걷기왕》 ... 만복의 아빠 역
- 2016년 《당신, 거기 있어줄래요》 ... 우체부 역 (우정출연)
- 2017년 《보안관》 ... 박 계장 역
- 2018년 《탐정: 리턴즈》 ... 광규 역 (우정출연)
- 2018년 《도어락》 ... 차장 역 (특별출연)
- 2019년 《내안의 그놈》 ... 종기 역
- 2021년 《새해전야》 ... 경찰서 민원실장 역 (특별출연)
- 2021년 《연애 빠진 로맨스》 ... 자영 아빠 역 (특별출연)
- 2022년 《탄생》 ... 임치백 역
- 2024년 《필사의 추격》 ... 이택중 역

### 드라마
- 2003년 KBS2 미니시리즈 《상두야 학교가자》
- 2004년 SBS 주말특별기획 《폭풍 속으로》 ... 장세봉 역
- 2004년 SBS 수목드라마 《섬마을 선생님》 ... 국보건설 회장의 부하, 운전기사 역
- 2004년 SBS  주말특별기획드라마 《파리의 연인》 ... 태영에게 맞춰주라는 남자 역
- 2004년 SBS 드라마스페셜 《남자가 사랑할 때》
- 2005년 KBS2 미니시리즈 《열여덟 스물아홉》
- 2005년 SBS 미니시리즈 《패션 70s》
- 2005년 KBS2 특집극 《유행가가 되리》
- 2006년 MBC 수목드라마 《궁》 ... 학생주임 역
- 2006년 MBC 미니시리즈 《내 인생의 스페셜》 ... 선배 형사 역
- 2006년 KBS2 미니시리즈 《미스터 굿바이》 ... 권복행 역
- 2006년 SBS 드라마스페셜 《돌아와요 순애씨》 ... 여객기 추행남 역
- 2006년 MBC 미니시리즈 《환상의 커플》 ... 공영구 실장 역
- 2007년 KBS2 미니시리즈 《헬로! 애기씨》 ... 곽 부장 역
- 2007년 MBC 2부작특집극 《향단전》 ... 의적 역
- 2008년 MBC 일일시트콤 《크크섬의 비밀》 ... 김 과장 역
- 2008년 KBS2 단막극 《드라마시티 - 징계위원회》 ... 박승규 역
- 2008년 KNN 미니시리즈 《대박 인생》 ... 최동준 역
- 2009년 KBS2 미니시리즈 《그저 바라보다가》 ... 우체국 고 팀장 역
- 2009년 MBC 납량특집드라마 《혼》 ... 배성빈 역
- 2009년 KBS2 납량특집드라마 《전설의 고향》〈금서〉 ... 전기수 역
- 2009년 MBC 주말연속극 《보석비빔밥》 ... 성형외과 의사 역 (특별출연)
- 2009년 SBS 드라마 스페셜 《크리스마스에 눈이 올까요》 ... 차강진 담임선생님 역 (특별출연)
- 2010년 SBS 미니시리즈 《오 마이 레이디》 ... 한민관 역
- 2010년 SBS 특집드라마 《사랑의 기적》 ... 장갑돌 역
- 2010년 KBS2 미니시리즈 《성균관 스캔들》 ... 세책방 주인 황가 역
- 2010년 KBS2 단막극 《KBS 드라마 스페셜 - 여름이야기》 ... 봉필호 역
- 2010년 KBS2 단막극 《KBS 드라마 스페셜 - 달팽이 고시원》 ... 아저씨 역
- 2011년 SBS 단막시트콤 《웰컴 투 더 SHOW》
- 2011년 MBC 미니시리즈 《내 마음이 들리니》 ... 식물원 소장 역
- 2011년 SBS 주말특별기획 《여인의 향기》 .. 람세스/윤봉길 역
- 2011년 MBC 창사특별기획 《빛과 그림자》 ... 피에르 유 역
- 2011년 MBN 주간시트콤 《갈수록 기세등등》 ... 고대로 역
- 2012년 SBS Plus 미니시리즈 《그대를 사랑합니다》 ... 고석호 역
- 2012년 SBS 주말특별기획 《신사의 품격》 ... 담임선생님 역 (특별출연, 영화 친구 패러디)
- 2012년 MBC 미니시리즈 《아랑사또전》 ... 이방 역
- 2012년 KBS2 특별기획드라마 《전우치》 ... 박명기 역
- 2013년 KBS2 주말연속극 《최고다 이순신》 ... 가짜 신준호 역
- 2013년 KBS2 미니시리즈 《직장의 신》 ... 마트 점장 역
- 2013년 MBC 주말연속극 《금 나와라, 뚝딱!》 ... 정병달 역
- 2013년 SBS 드라마 스페셜 《너의 목소리가 들려》 ... 김공숙 역
- 2013년 tvN 월화드라마 《응답하라 1994》 ... 쓰레기의 실습 병원 지도교수 역 (특별출연)
- 2013년 tvN 일일시트콤 《감자별 2013QR3》 ... 오이사 역
- 2013년 SBS 미니시리즈 《수상한 가정부》 ... 은한결의 담임 역 (특별출연)
- 2014년 KBS2 주말연속극 《참 좋은 시절》 ... 강쌍호 역
- 2014년 MBC 월화드라마 《트라이앵글》 ... 이영도 형사 역
- 2014년 MBC 에브리원 시트콤 《하숙 24번지》 ... 집주인 역
- 2014년 SBS 플러스 월요드라마 《도도하라》
- 2014년 SBS 드라마 스페셜 《피노키오》 ... 김공주 역
- 2015년 MBC 월화드라마 《화정》 ... 이영부 역
- 2015년 MBC 수목드라마 《맨도롱 또똣》 ... 최 집사 역
- 2016년 MBC 주말특별기획 《결혼계약》 ... 박호준 역
- 2016년 중국 소후 닷컴 웹드라마 《고호의 별이 빛나는 밤에》
- 2016년 KBS2 월화드라마 《화랑》 ... 피주기 역
- 2017년 OCN 주말드라마 《구해줘》 ... 우춘길 역
- 2017년 MBC 수목드라마 《병원선》 ... 추원공 역
- 2017년 TV조선 시트콤 《너의 등짝에 스매싱》 ... 경찰 역
- 2017년 JTBC 월화드라마 《그냥 사랑하는 사이》 ... 대표 역
- 2018년 tvN 토일드라마 《무법 변호사》 ... 공장수 역
- 2018년 SBS 드라마스페셜 《훈남정음》 ... 김소울 역
- 2018년 SBS 월화드라마《서른이지만 열일곱입니다》 ... 바이올린 수리공 역 (특별출연)
- 2018년 SBS 드라마스페셜 《친애하는 판사님께》 ... 차홍란 전 남편 역 (특별출연)
- 2018년 SBS 월화드라마 《복수가 돌아왔다》 ... 송유택 역
- 2019년 MBC 수목드라마 《봄이 오나 봄》 ... 방광규 대표 역
- 2019년 OCN 주말드라마 《트랩》 ... 장만호 역
- 2019년 SBS 월화드라마 《초면에 사랑합니다》 ... 본부장 역 (특별출연)
- 2019년 JTBC 월화드라마 《검사내전》 ... 홍종학 역
- 2020년 TV조선 예능드라마 《어쩌다 가족》 ... 김광규 역
- 2020년 넷플릭스 인간수업 … 병관 역
- 2020년 OCN 주말드라마 《번외수사》 ... 조직 보스 역 (특별출연)
- 2020년 JTBC 수목드라마 《우리, 사랑했을까》 ... 홍편 역 (특별출연)
- 2020년 JTBC 금토드라마 《우아한 친구들》 ... 박시오 역
- 2021년 JTBC 월화드라마 《선배 그 립스틱 바르지 마요》 ... 김종혁 역
- 2021년 SBS 금토드라마 《펜트하우스 2》 ... 단태가 사주한 로나의 살인사건을 맡은 가짜 형사 역 (특별출연)
- 2021년 KBS2 월화드라마 《경찰수업》 ... (특별출연)
- 2021년 SBS 월화드라마 《홍천기》 ... 최원호 역
- 2022년 TVING 오리지널 《내과 박원장》 ... 지민지 역
- 2022년 SBS 월화드라마 《사내 맞선》 ... 신중해 역
- 2022년 tvN 토일드라마 《우리들의 블루스》 ... 김명보 역
- 2022년 KBS2 수목드라마 《당신이 소원을 말하면》 ... 노숙자 역
- 2022년 웹드라마 《펜스 밖은 해피엔딩》 ... 김 부장 역 (특별출연)
- 2024년 MBC 금토드라마 《밤에 피는 꽃》 ... 황치달 역
- 2024년 tvN 월화드라마 《웨딩 임파서블》 … 나대섭 역
- 2024년 ENA 월화드라마 《야한(夜限) 사진관》 … 베드로 신부 역
- 2024년 MBN 금토드라마 《나쁜 기억 지우개》 ... 한동철 역
- 2024년 SBS 금토드라마 《지옥에서 온 판사》 … 안대용 역
- 2025년 tvN 토일드라마 《폭군의 셰프》 … 엄봉식 역

### 연극
- '1993년' 《오셀로》

### 뮤지컬
- '1994년' 《아가씨와 건달들》

### 예능 프로그램
- 2011년 SBS 《정글의 법칙》
- 2013년 MBC 《나 혼자 산다》
- 2013년 MBC 《무한도전》
- 2014년 MBC 《헬로! 이방인》
- 2014년 SBS 《힐링캠프, 기쁘지 아니한가》
- 2014년 MBC 《건강보감 리턴즈》
- 2014년 tvN 《삼시세끼 정선편》
- 2014년 tvN 《SNL 코리아》
- 2015년 JTBC 《비정상회담》
- 2015년 SBS 《동상이몽, 괜찮아 괜찮아》
- 2015년 MBN 《도시탈출 외인구단》
- 2015년 ~ 2021년 SBS《불타는 청춘》
- 2016년 SBS 《백종원의 3대 천왕》
- 2019년 JTBC 《한끼줍쇼》
- 2019년 MBC 《구해줘! 홈즈》
- 2019년 MBC Every 1 《세빌리아의 이발사》
- 2020년 MBC 《나 혼자 산다》
- 2021년 TV조선 《골프왕》
- 2022년 JTBC 《뜨거운 싱어즈》
- 2023년 SBS 《꼬리에 꼬리를 무는 그날 이야기》
- 2023년 SBS 《미운 우리 새끼》
- 2024년 MBC 《놀면 뭐하니?》 - 220회, 223회, 230회, 232회

### 라디오 프로그램
- 2015년 EBS FM 《EBS 책 읽는 라디오 낭독 시리즈》

## 광고
- 2003년 맥도날드 상하이 스파이스 치킨버거
- 2004년 해태제과 연양갱
- 2004년 KCC 보온단열재
- 2004년 SK텔레콤
- 2006년 현대해상 하이카
- 2007년 오뚜기 라면볶이,짜장볶이,스파게티 (with 김범)
- 2008년 롯데칠성음료 참두
- 2011년 롯데하이마트 (with 윤상현)
- 2011년 삼성전자 아카데미선수촌
- 2013년 삼성생명
- 2014년 이노센스 시크리티스
- 2014년 귀뚜라미보일러 (with 파비앙 코르비노)
- 2015년 네오위즈게임즈 피망 뉴맞고
- 2016년 롯데손해보험
- 2016년 건담어크로스워즈
- 2016년 실비도
- 2016년 광동제약 야관문차 야왕
- 2019년 한국토지주택공사 리화반점
- 2019년 하이모 (with 이덕화)
- 2020년 블루오션 3차
- 2020년 KB금융그룹 (with 이승기, 오정세)
- 2021년 명륜진사갈비 숯불닭갈비
- 2022년 원스토어 (with 이덕화, 택연)
- 2022년 기아자동차 니로 플러스
- 2023년 ~ 고르다치과의원
- 2023년 ~ 아프로존 엑스나인

## 홍보대사
- 2007년 2007 아시아 라틴문화 페스티벌 홍보대사
- 2017년 제5회 예당국제연극제 홍보대사
- 2019년 ~ 부산 맑은물 홍보대사

## 앨범
- 2014년 《열려라 참깨》
- 2017년 《사랑의 파킹맨》
- 2017년 《사랑의 파킹맨 (우정 Ver.)》
- 2019년 《'불타는 청춘' 내시경밴드》

## 수상 및 후보
| 연도 | 시상식                     | 부문                            | 작품          | 결과 |
| ---- | -------------------------- | ------------------------------- | ------------- | ---- |
| 2008 | MBC 방송연예대상           | 코미디·시트콤 부문 인기상       | 크크섬의 비밀 | 수상 |
| 2008 | MBC 방송연예대상           | 코미디·시트콤부문 남자 최우수상 | 크크섬의 비밀 | 후보 |
| 2013 | 제6회 코리아 드라마 어워즈 | 남자 우수연기상                 | 직장의 신     | 후보 |
| 2013 | MBC 방송연예대상           | 쇼 버라이어티 부문 우수상       | 나 혼자 산다  | 수상 |
| 2014 | MBC 방송연예대상           | 쇼 버라이어티 부문 인기상       | 나 혼자 산다  | 수상 |
| 2016 | tvN10 어워즈               | 남자 노예상                     | 삼시세끼      | 후보 |
| 2017 | SBS 연예대상               | 베스트 엔터테이너상             | 불타는 청춘   | 수상 |
| 2017 | MBC 연기대상               | 미니시리즈 부문 황금 연기상     | 병원선        | 후보 |
| 2018 | SBS 연예대상               | 버라이어티 부문 남자 우수상     | 불타는 청춘   | 후보 |
| 2019 | MBC 방송연예대상           | 뮤직 & 토크 부문 남자 우수상    | 구해줘! 홈즈  | 후보 |
| 2019 | MBC 연기대상               | 신스틸러상                      | 봄이 오나 봄  | 후보 |
| 2020 | SBS 연예대상               | 리얼리티쇼 부문 우수상          | 불타는 청춘   | 수상 |
| 2024 | MBC 연기대상               | 남자 조연상                     | 밤에 피는 꽃  | 후보 |